# Attack of the Killer B's
Attack of the Killer B's es un álbum compilatorio de B-sides, versiones y canciones raras de la banda de thrash metal Anthrax. El álbum fue lanzado en junio de 1991 por Megaforce Worldwide/Island Entertainment.

## Información del álbum
La banda produjo el álbum sola, incluyendo al sencillo "Bring the Noise". Attack of the Killer B's fue certificado con disco de oro por la RIAA. Las dos canciones en vivo "Keep It In The Family" y "Belly Of The Beast" fueron grabadas en vivo el 1990 del tour Persistence of Time. Incluye un remix de "I'm the Man" y lanzó tres canciones del EP de 1989 de State of Euphoria de las seciones Penikufesin. En el álbum se incluye "Startin' Up A Posse", que criticaba a la PMRC. Incluye covers de canciones de Discharge, Kiss, Trust, y la canción de surf rock "Pipeline".
Se lanzaron dos versiones del álbum, la no censurada incluye groserías explícidos y la canción "Startin' up a Posse". En la versión censurada no se incluye esa canción y se cambian las groserías por un zumbido (como el de las abejas). 
"Bring the Noise" es una versión de la canción epónima que cuenta con la colaboración del dúo de rap Public Enemy, técnicamente transformándose en la primera canción de rap metal interpretada por un grupo de metal, aunque Joey Belladona y Dan Spitz ya habían colaborado con UTFO en una canción llamada "Lethal" en 1987 que fue lanzado como sencillo. Bring The Noise aparece en el juego de skateboard Tony Hawk's Pro Skater 2.

## Lista de canciones
| N.º   | Título                            | Autor(es)                                                                       | Duración |  |
| 1.    | «Milk (Ode to Billy)»             | Scott Ian, Danny Lilker, Charlie Benante, Billy Milano                          | 3:42     |  |
| 2.    | «Bring the Noise»                 | Anthrax, Carl Ridenhour, Hank Shocklee, Eric "Vietnam" Sadler                   | 3:33     |  |
| 3.    | «Keep It in the Family (en vivo)» | Anthrax                                                                         | 7:19     |  |
| 4.    | «Startin' Up a Posse»             | Anthrax                                                                         | 4:13     |  |
| 5.    | «Protest and Survive»             | Garry Maloney, Kevin "Cal" Morris, Tony "Bones" Roberts, Roy "Rainy" Wainwright | 2:20     |  |
| 6.    | «Chromatic Death»                 | Ian, Lilker, Benante, Milano                                                    | 1:28     |  |
| 7.    | «I'm the Man '91»                 | Belladonna, Spitz, Ian, Bello, Benante, John Rooney                             | 5:03     |  |
| 8.    | «Parasite»                        | Ace Frehley                                                                     | 3:16     |  |
| 9.    | «Pipeline»                        | Bob Spickard, Brian Carman                                                      | 2:01     |  |
| 10.   | «Sects»                           | Bernie Bonvoisin, Norbert Krief                                                 | 3:07     |  |
| 11.   | «Belly of the Beast (en vivo)»    | Anthrax                                                                         | 5:58     |  |
| 12.   | «N.F.B. (Dallabnikufesin)»        | Anthrax                                                                         | 2:19     |  |
| 39:35 |                                   |                                                                                 |          |  |

## Músicos
- Joey Belladonna - vocalista
- Dan Spitz - guitarra principal
- Scott Ian - guitarra rítmica, coros, voz principal en "Protest and Survive" y "Startin' Up A Posse"
- Frank Bello - Bajo, coros
- Charlie Benante - Baterías

- Datos: Q2476796